# Porto Open 2023
Il Porto Open 2023 è stato un torneo maschile di tennis professionistico giocato sul cemento. È stata la 14ª edizione del torneo, facente parte della categoria Challenger 125 nell'ambito dell'ATP Challenger Tour 2023. Si è giocato al Complexo Desportivo Monte Aventino di Porto, in Portogallo, dal 31 luglio al 6 agosto 2023.

## Partecipanti

### Teste di serie
| Nazionalità | Giocatore         | Ranking* | Testa di serie |
| ----------- | ----------------- | -------- | -------------- |
| Francia     | Quentin Halys     | 66       | 1              |
| Francia     | Benjamin Bonzi    | 107      | 2              |
| Francia     | Hugo Grenier      | 122      | 3              |
| Italia      | Luca Nardi        | 154      | 4              |
| Italia      | Mattia Bellucci   | 175      | 5              |
| Stati Uniti | Emilio Nava       | 177      | 6              |
| Francia     | Antoine Escoffier | 191      | 7              |
| Lituania    | Ričardas Berankis | 199      | 8              |

* Ranking al 24 luglio 2023.

### Altri partecipanti
I seguenti giocatori hanno ricevuto una wild card per il tabellone principale:
- Gastão Elias
- Henrique Rocha
- João Sousa

Il seguente giocatore è entrato in tabellone con il ranking protetto:
- Pierre-Hugues Herbert

I seguenti giocatori sono passati dalle qualificazioni:
- Lucas Poullain
- Johannes Härteis
- Robert Strombachs
- Kenny de Schepper
- Jaime Faria
- João Domingues

## Punti e montepremi
| Torneo    | Torneo              | V      | F      | SF    | QF    | 2T    | 1T    | Q | Q2  | Q1  |
| Singolare | Punti               | 125    | 75     | 45    | 25    | 11    | 0     | 5 | 2   | 0   |
| Singolare | Premi in denaro (€) | 19,650 | 11,570 | 6,850 | 3,990 | 2,345 | 1,420 | – | 710 | 355 |
| Doppio    | Punti               | 125    | 75     | 45    | 25    | –     | 0     | – | –   | –   |
| Doppio    | Premi in denaro (€) | 8,420  | 4,900  | 2,940 | 1,750 | –     | 990   | – | –   | –   |

## Campioni

### Singolare
Luca Nardi ha sconfitto in finale  João Sousa con il punteggio di 5–7, 6–4, 6–1.

### Doppio
Toshihide Matsui /  Kaito Uesugi hanno sconfitto in finale  Rithvik Choudary Bollipalli /  Arjun Kadhe con il punteggio di 6(5)–7, 6–3, [10–5].